# فرودگاه ژانگی گانژو
فرودگاه ژانگی گانژو (به انگلیسی: Zhangye Ganzhou Airport) یک فرودگاه نظامی و همگانی با کد یاتا YZY است . این فرودگاه در کشور چین قرار دارد .

## شرکت‌های هواپیمایی و مقصدهای پروازی
| شرکت‌های هواپیمایی  | مقصدهای پروازی               |
| ------------------ | ---------------------------- |
| هواپیمایی شرقی چین | نانجینگ لوکو                 |
| تیانجین ایرلاینز   | لانجو ژنگچوان، شی‌آن شیان‌یانگ |